# Brigade criminelle
Pour les articles homonymes, voir Brigade criminelle (homonymie).

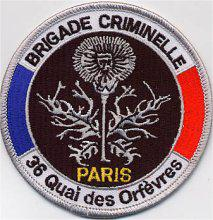
Logotype de la brigade criminelle : un chardon symbolisant la devise qui s'y frotte s'y pique.

La brigade criminelle, connue sous l'apocope Crim' ou « La BC », a pour compétence principale les crimes, dont les homicides et viols, les enlèvements, les attentats sur le ressort de la Préfecture de police de Paris. 

## Histoire
Début des années 1910, le préfet de police de la Seine vieillissant, Louis Lépine, est critiqué par la presse et le conseil municipal de Paris pour l'insécurité croissante provoquée notamment par les Apaches et la bande à Bonnot. Devant le succès des brigades du Tigre mises en place dans les régions, il obtient du Conseil de Paris une augmentation du budget qui lui permet de créer en 1912 une « Brigade du chef » (décret du 29 juin 1912), section criminelle de la Sûreté de Paris s'installant dans les locaux de la préfecture de police de Paris. Cette section naît officiellement le 1er décembre 1924 sous le nom de « Brigade spéciale n°1 ». Cette brigade comprend à l'origine 200 « contrôleurs » armés de Browning M1900 et équipés d'automobiles. Elle prend par la suite le nom de « Brigade spéciale criminelle » puis de « Brigade criminelle » le 22 août 1944 pour éviter de la confondre avec les Brigades spéciales des renseignements généraux.

## Brigade criminelle de Paris
Rattachée à la Direction de la Police Judiciaire de la préfecture de Police (ex DRPJ Paris (direction régionale de la police judiciaire de la préfecture de police)). En plus des homicides et des enlèvements avec demandes de rançons, elle se charge d'enquêter sur les affaires d'incendies volontaires et les attentats, ainsi que toute affaire criminelle sensible, notamment celle impliquant des personnalités. Son adresse était le 36, quai des Orfèvres, à Paris (3e et 4e étages, escalier A) jusqu'en septembre 2017, mois où elle déménage avec les autres brigades de la DRPJ (sauf la BRI PP qui reste au Quai des Orfèvres) dans le 17e arrondissement, rue du Bastion où elle a obtenu de la part des services de la Mairie de Paris, un numéro spécifique de la rue, soit le numéro 36, en souvenir de son emplacement historique au Quai des Orfèvres. 
Compétente sur Paris et sa petite couronne, elle compte environ 140 policiers et personnels techniques, répartis entre trois sections de droit commun de trois groupes d'enquête chacune (temporairement deux groupes chacune à la suite des attentats de janvier 2015), et une section antiterroriste (SAT-PP) comptant six groupes d'enquête (trois groupes avant les attentats de janvier 2015), un groupe de recherche et d'investigations financières et un groupe financier. À la suite des attentats de janvier 2015, les sections de droit commun avaient en effet renforcé la SAT en lui cédant chacune un groupe d'enquête, de sorte que celles-ci seront par la suite renforcées pour revenir à leurs effectifs d'origine, fixés à neuf groupes.
La brigade criminelle « du 36 » peut en outre compter sur les groupes criminels présents dans les trois districts de police judiciaire (1er, 2e et 3e DPJ) ainsi que dans les trois services départementaux de police judiciaire (SDPJ 92, 93 et 94).

## Fictions
De très nombreuses fictions (romans, séries télévisées...) mettent en scène cette brigade de police, parmi lesquelles :
- Commissaire Maigret, plus de 70 romans écrits par Georges Simenon de 1931 à 1972.
- Brigade criminelle, film français réalisé par Gilbert Gil en 1947.
- Brigade criminelle, film franco-hongkongais réalisé par Sergio Gobbi en 1980.
- Engrenages, série télévisée française produite par Canal+.
- La Crim', série télévisée française produite par France 2 de 1999 à 2006
- 36 quai des Orfèvres, film policier français réalisé par Olivier Marchal, sorti en 2004
- Commissaire Moulin, série télévisée française, créée par Paul Andréota et Claude Boissol, diffusée du mercredi 4 août 1976 au jeudi 5 juin 2008 sur TF1.
- Flics, série française produite par TF1 depuis 2008-2011 et dont la première saison a été diffusée en 2008 sur TF1.
- Profilage, série télévisée française, créée par Fanny Robert et Sophie Lebarbier.
- De l'autre côté du périph (2012), film français avec Omar Sy et Laurent Lafitte.
- L'Affaire SK1, film français réalisé par Frédéric Tellier, sorti en 2014.
- Central Park, un roman écrit par Guillaume Musso, publié en 2014, mettant en scène une policière de La Crim’ : Alice